# Katharina Truppe
Katharina Truppe (ur. 15 stycznia 1996 w Villach) – austriacka narciarka alpejska, mistrzyni olimpijska, dwukrotna medalistka mistrzostw świata i brązowa medalistka mistrzostw świata juniorów.

## Kariera
Pierwszy raz na arenie międzynarodowej Katharina Truppe pojawiła się 5 grudnia 2011 roku w zawodach FIS Race w Sölden, zajmując 60. miejsce w slalomie. W 2015 roku wystąpiła na mistrzostwach świata juniorów w Hafjell, zdobywając brązowy medal w tej samej konkurencji. Na rozgrywanych rok później mistrzostwach świata juniorów w Soczi była szósta w slalomie gigancie, a slalomu nie ukończyła.
W Pucharze Świata zadebiutowała 13 stycznia 2015 roku we Flachau, gdzie nie zakwalifikowała się do pierwszego przejazdu slalomu. Pierwsze pucharowe punkty wywalczyła 28 listopada 2015 roku w Aspen zajmując 14. miejsce w slalomie. Na podium zawodów tego cyklu pierwszy raz stanęła 3 listopada 2019 roku w Levi, kończąc rywalizację w slalomie na trzeciej pozycji. Wyprzedziły ją jedynie Mikaela Shiffrin z USA i Wendy Holdener ze Szwajcarii.
W 2017 roku wzięła udział w mistrzostwach świata w Sankt Moritz, na których zajęła 5. miejsce w zawodach drużynowych i 19. w slalomie, ponadto została zdyskwalifikowana w pierwszym przejeździe slalomu giganta. Dwa lata później, na mistrzostwach świata w Åre zajęła 8. miejsce w slalomie i 24. w slalomie gigancie, a także zdobyła srebrny medal w zawodach drużynowych, w których jej drużyna, współtworzona przez Franziskę Gritsch, Katharinę Liensberger, Christiana Hirschbühla, Michaela Matta i Marca Schwarza rozdzieliła na podium ekipy ze Szwajcarii i Włoch. W tej samej konkurencji wywalczyła złoty medal podczas igrzysk olimpijskich w Pekinie w 2022 roku. Ponadto była też czwarta w gigancie, przegrywając walkę o podium z Larą Gut-Behrami ze Szwajcarii o 0,08 sekundy. Kolejny medal zdobyła na mistrzostwach świata w Salbach w 2025 roku, gdzie była trzecia w kombinacji drużynowej.

## Osiągnięcia

### Igrzyska olimpijskie
| Miejsce | Dzień     | Rok  | Miejscowość | Konkurencja | Czas biegu | Strata | Zwyciężczyni |
| ------- | --------- | ---- | ----------- | ----------- | ---------- | ------ | ------------ |
| 4.      | 7 lutego  | 2022 | Pekin       | Gigant      | 1:55,69    | +0,80  | Sara Hector  |
| DNF1    | 9 lutego  | 2022 | Pekin       | Slalom      | 1:44,98    | -      | Petra Vlhová |
| złoto   | 20 lutego | 2022 | Pekin       | Drużynowo   | -          | -      | -            |

### Mistrzostwa świata
| Miejsce | Dzień     | Rok  | Miejscowość        | Konkurencja          | Czas biegu | Strata | Zwyciężczyni         |
| ------- | --------- | ---- | ------------------ | -------------------- | ---------- | ------ | -------------------- |
| 5.      | 14 lutego | 2017 | Sankt Moritz       | Zawody drużynowe     | –          | –      | Francja              |
| DSQ1    | 16 lutego | 2017 | Sankt Moritz       | Gigant               | 2:05,55    | –      | Tessa Worley         |
| 19.     | 18 lutego | 2017 | Sankt Moritz       | Slalom               | 1:37,27    | +3,63  | Mikaela Shiffrin     |
| 2.      | 12 lutego | 2019 | Åre                | Zawody drużynowe     | –          | –      | Szwajcaria           |
| 24.     | 14 lutego | 2019 | Åre                | Gigant               | 2:01,97    | +3,31  | Petra Vlhová         |
| 8.      | 16 lutego | 2019 | Åre                | Slalom               | 1:57,05    | +2,93  | Mikaela Shiffrin     |
| 18.     | 18 lutego | 2023 | Courchevel/Méribel | Slalom               | 1:43,15    | +1,77  | Laurence St. Germain |
| 3.      | 11 lutego | 2025 | Saalbach           | Kombinacja drużynowa | 2:40,89    | +0,53  | Stany Zjednoczone    |
| 28.     | 13 lutego | 2025 | Saalbach           | Gigant               | 2:22,71    | +8,47  | Federica Brignone    |

### Mistrzostwa świata juniorów
| Miejsce | Dzień   | Rok  | Miejscowość | Konkurencja   | Czas biegu | Strata | Zwyciężczyni        |
| ------- | ------- | ---- | ----------- | ------------- | ---------- | ------ | ------------------- |
| DNF1    | 7 marca | 2015 | Hafjell     | Slalom gigant | 2:25,14    | –      | Nina Ortlieb        |
| 3.      | 9 marca | 2015 | Hafjell     | Slalom        | 1:43,54    | +0,99  | Paula Moltzan       |
| 6.      | 2 marca | 2016 | Soczi       | Slalom gigant | 2:12,39    | +1,16  | Jasmina Suter       |
| DNS1    | 5 marca | 2016 | Soczi       | Slalom        | 1:37,41    | –      | Elisabeth Willibald |

### Puchar Świata

#### Miejsca w klasyfikacji generalnej
- sezon 2015/2016: 59.
- sezon 2016/2017: 34.
- sezon 2017/2018: 35.
- sezon 2018/2019: 13.
- sezon 2019/2020: 22.
- sezon 2020/2021: 28.
- sezon 2021/2022: 20.
- sezon 2022/2023: 34.
- sezon 2023/2024: 41.
- sezon 2024/2025:

#### Miejsca na podium w zawodach
1. Levi – 23 listopada 2019 (slalom) – 3. miejsce
2. Kranjska Gora – 16 lutego 2020 (slalom) – 3. miejsce
3. Killington – 27 listopada 2022 (slalom) – 3. miejsce
4. Courchevel – 21 grudnia 2023 (slalom) – 3. miejsce
5. Åre – 9 marca 2025 (slalom) – 1. miejsce